# Mardelles d'Arbrefontaine et vallons fangeux de Fosse
Mardelles d'Arbrefontaine et vallons fangeux de Fosse este o arie protejată (arie specială de conservare — SAC, sit de importanță comunitară — SCI, arie de protecție specială avifaunistică — SPA) din Belgia întinsă pe o suprafață de 219,36 ha, integral pe uscat.

## Localizare
Centrul sitului Mardelles d'Arbrefontaine et vallons fangeux de Fosse este situat la coordonatele 50°20′20″N 5°51′18″E / 50.3388°N 5.854904°E.

## Înființare
Situl Mardelles d'Arbrefontaine et vallons fangeux de Fosse a fost declarat arie de protecție specială avifaunistică în aprilie 2016 pentru a proteja 8 specii de animale. Alte tipuri de protecție:
- sit de importanță comunitară (în octombrie 2002)
- arie specială de conservare (în aprilie 2016)[1][3][4]

## Biodiversitate
Situată în ecoregiunea continentală, aria protejată conține 11 habitate naturale: Cursuri de apă de la nivel de câmpie la nivel montan, cu vegetație Ranunculion fluitantis și Callitricho-Batrachion, Pajiști umede nord-atlantice cu Erica tetralix, Pajiști uscate europene, Formațiuni ierboase bogate în specii de Nardus, dezvoltate pe substraturi silicioase în zone montane (și în zone submontane, în Europa continentală), Pajiști cu Molinia pe soluri calcaroase, turboase sau argilos-nămoloase (Molinion caeruleae), Mlaștini turboase de tranziție și turbării mișcătoare, Păduri de fag Luzulo-Fagetum, Păduri de stejar sau de stejar și carpen sub-atlantice și medio-europene de Carpinion betuli, Păduri acidofile de stejar bătrân cu Quercus robur pe câmpii nisipoase, Mlaștini împădurite, Păduri aluvionare cu Alnus glutinosa și Fraxinus excelsior (Alno-Padion, Alnion incanae, Salicion albae).
La baza desemnării sitului se află mai multe specii protejate:
- păsări (5): minunița (Aegolius funereus), pescăruș albastru (Alcedo atthis), barză neagră (Ciconia nigra), ciocănitoare neagră (Dryocopus martius), ciocârlie de pădure (Lullula arborea)
- mamifere (1): liliac de iaz (Myotis dasycneme)
- pești (2): zglăvoacă (Cottus gobio), cicar (Lampetra planeri)

Pe lângă speciile protejate, pe teritoriul sitului au mai fost identificate 10 specii de plante, 3 specii de mamifere, 6 specii de nevertebrate.